# Switun (biskup Winchesteru)
Switun (Swithun, Swithin; data urodzenia nieznana; zm. 2 lipca 862) – średniowieczny benedyktyn, biskup Winchesteru, święty kościoła katolickiego, prawosławnego i anglikańskiego.
Switun urodził się na początku IX wieku w zamożnej anglosaskiej rodzinie w Wesseksie. Wykształcenie uzyskał w klasztorze przy katedrze w Winchesterze, którego później został opatem. Święceń kapłańskich udzielił mu biskup Winchesteru Helmstan. Należał do elity intelektualnej swoich czasów, był nauczycielem królów Wesseksu Ethelwulfa i jego syna Alfreda.
30 października 852 arcybiskup Canterbury Ceolnoth wyświęcił go na biskupa diecezji Winchester. Jako biskup Swithun dał się poznać jako człowiek bardzo pobożny, oddany Bogu i miłosierny. Znany jest również jako budowniczy mostu na Itchen, według przekazów miał osobiście doglądać robotników, niemal nie schodząc z budowy. Switun znany był również z licznych fundacji dla nowo powstałych kościołów oraz z remontów starszych świątyń.
Switun zmarł w opinii świętości 2 lipca 862 roku z przyczyn naturalnych. Pochowany został, zgodnie z jego ostatnią wolą, nie w katedrze, lecz na jej dziedzińcu, tak, by pielgrzymi mogli deptać jego grób. Kolejnym biskupem diecezji Winchester został biskup Ealhferth.
15 lipca 971 roku biskup Etelwold dokonał translacji, umieszczając relikwie świętego wewnątrz świątyni, a jednocześnie nie łamiąc jego ostatniej woli: przebudował katedrę tak, by grób znalazł się wewnątrz jej murów. Tak powstało sanktuarium św. Swituna, do którego udawały się liczne pielgrzymki. Król Edgar ofiarował drogocenny relikwiarz, w którym w 974 złożono szczątki Swituna. Przy tej okazji dokonano również podziału relikwii. Głowę w 1006 roku zabrał do katedry w Canterbury biskup Alfega, a ramię otrzymało opactwo w Peterborough. Pozostałe relikwie przeniesiono w 1093 do nowo wybudowanej katedry w Winchesterze, gdzie pozostawały aż do reformacji i późniejszego najazdu wojsk Olivera Cromwella, który doprowadził do zniszczenia katedry. Relikwie czaszki świętego odnaleziono w XIX wieku w katedrze w Évreux.

## Kult
Miejsce spoczynku Swituna stało się od samego początku celem licznych pielgrzymek. W opowiadaniach przetrwały liczne relacje o cudach, jakie miały dokonać się za sprawą świętego.
Switun jest patronem:
- dwóch miast - Winchesteru w Anglii i Stavanger w Norwegii[2]
- sadowników uprawiających jabłka (deszcz w dniu św. Swituna "chrzci jabłka")[5]
- deszczu, przynoszącego ulgę po suszy[2].

W ikonografii przedstawiany jest w szatach biskupich, a jego atrybutami są: mitra, pastorał, paliusz, most, księga, zgniecione jajka pod stopami, jabłko.
Dniem wspomnienia świętego Swituna jest 2 lipca, 15 lipca (translacja), a także 30 października.